# Gallerie stradali della Valle d'Aosta
Questa lista elenca le gallerie stradali della Valle d'Aosta con lunghezza superiore a 250 m.
|  | Denominazione                 | Lunghezza | Strada  | Anno di apertura | Note                                                                                       |
|  | ----------------------------- | --------- | ------- | ---------------- | ------------------------------------------------------------------------------------------ |
|  | Traforo del Monte Bianco      | 11611 m   | T1      | 1965             | 3,97 km in Italia e 7,64 km in Francia.                                                    |
|  | Traforo del Gran San Bernardo | 5798 m    | T2      | 1964             | 1,7 km in Italia e 4,1 km in Svizzera. In costruzione una galleria parallela di sicurezza. |
|  | Côte de Sorreley              | 4725 m    | A5-SS27 | 1997             |                                                                                            |
|  | St. Oyen                      | 3874 m    | SS27    | 2025 (prevista)  | In costruzione.                                                                            |
|  | Pré-Saint-Didier              | 3360 m    | A5      | 2002             | A doppia canna.                                                                            |
|  | Villeneuve                    | 3231 m    | A5      | 1994             | A doppia canna.                                                                            |
|  | Avise                         | 3112 m    | A5      | 1994             | A doppia canna.                                                                            |
|  | Dolonne                       | 3073 m    | A5      | 2007             | A doppia canna.                                                                            |
|  | Villaret                      | 2790 m    | A5      | 1994             | A doppia canna.                                                                            |
|  | Arvier                        | 2446 m    | A5      | 1994             | A doppia canna.                                                                            |
|  | Morgex                        | 2370 m    | A5      | 2001             | A doppia canna.                                                                            |
|  | Signayes                      | 2044 m    | A5-SS27 | 2001             |                                                                                            |
|  | Leverogne                     | 1924 m    | A5      | 1994             | A doppia canna.                                                                            |
|  | Les Crêtes                    | 1559 m    | A5      | 1994             | A doppia canna.                                                                            |
|  | Montjovet                     | 1339 m    | A5      | 1970             | A doppia canna.                                                                            |
|  | Chabodey                      | 1046 m    | A5      | 1994             | A doppia canna.                                                                            |
|  | Chabod 1-2                    | 835 m     | SR24    | 2000             |                                                                                            |
|  | Petit-Monde                   | 832 m     | A5      | 1970             | A doppia canna.                                                                            |
|  | Hône                          | 795 m     | A5      | 1970             | A doppia canna.                                                                            |
|  | Pontailloid                   | 594 m     | SS26    |                  |                                                                                            |
|  | Mellignon                     | 568 m     | SR24    | 2008             |                                                                                            |
|  | Breuil                        | 530 m     | SR46    |                  |                                                                                            |
|  | Montamayeur                   | 508 m     | SR25    | 1989             |                                                                                            |
|  | Molere 1                      | 472 m     | SR23    | 1964             |                                                                                            |
|  | Avise                         | 416 m     | SR26    |                  |                                                                                            |
|  | La Clusaz                     | 409 m     | SR28    |                  |                                                                                            |
|  | Bioley                        | 408 m     | SR25    | 1985             |                                                                                            |
|  | Runaz                         | 390 m     | SS26    |                  |                                                                                            |
|  | Elevaz 1                      | 370 m     | SS26    | 1984             |                                                                                            |
|  | L'Oursa                       | 361 m     | SR47    | 2007             |                                                                                            |
|  | Fiernaz                       | 355 m     | SR46    |                  |                                                                                            |
|  | Sisoret                       | 350 m     | SR47    | 2007             |                                                                                            |
|  | Fenille                       | 342 m     | SR23    | 1982             |                                                                                            |
|  | Piano del Bosco               | 300 m     | SS26    |                  |                                                                                            |
|  | Proussaz                      | 292 m     | SR24    |                  |                                                                                            |
|  | Singlin                       | 286 m     | SR46    |                  |                                                                                            |
|  | Perreres                      | 283 m     | SR46    |                  |                                                                                            |
|  | Dar                           | 270 m     | SR25    | 1972             |                                                                                            |
|  | Tour de Grange                | 260 m     | SS26    |                  |                                                                                            |
|  | Devies                        | 255 m     | SR46    |                  |                                                                                            |